# Herman S. Hallo
Herman Sybrand Hallo (Amsterdam, 28 september 1879 - Bennebroek, 26 augustus 1966) was een Nederlands ingenieur, hoogleraar aan de Technische Hogeschool te Delft aan de afdeling der elektrotechniek, en rector magnificus van de Universiteit in het studiejaar 1930-1931.

## Levensloop
De in Amsterdam geboren Hallo gaf aanvankelijk de voorkeur aan een loopbaan op zee, maar tijdens zijn opleiding tot zeeofficier in Willemsoord (Den Helder) moest hij vanwege medische redenen deze dienst na enkele jaren al verlaten. Hij besloot om aan de Polytechnische School te Delft werktuigbouwkunde te gaan studeren. Om toegelaten te worden tot de opleiding was een diploma van de een vijfjarige HBS vereist, dat hij als extraneus in Amsterdam behaalde. In 1902 verkreeg hij in Delft zijn ingenieursdiploma.
Omdat hij inzag dat de elektrotechniek de toekomst had, liet hij zich inschrijven aan de Technische Hogeschool Fridericiana in Karlsruhe, alwaar hij in 1903 zijn diploma van elektrotechnisch ingenieur verwierf. Van 1904 tot 1909 was hij werkzaam in Schotland, bij Bruce Peebles & Co. Ltd. in Edinburgh. Als 'principle-engineer' was hij verantwoordelijk voor enkele grote bouwprojecten, zoals elektriciteitscentrales, transformatoren en de elektrificatie van de Londense metro. Hij keerde terug naar Karlsruhe, waar hij in 1909 promoveerde tot doctor. met het proefschrift, getiteld Die Eigenschaften des Kaskadenumformers und seine Anwendung.
In zijn promotietijd in Karlsruhe was hij aan de hogeschool werkzaam als privaatdocent en werkte als assistent van elektro-ingenieur Engelbert Arnold. Voor Arnold werkte hij mee aan de publicatie van het bekende vijfdelige standaardwerk, getiteld Wechselstromtechnik.

## Hoogleraar
In 1915 werd hij aangesteld als hoogleraar in de elektrotechniek aan de Technische Hogeschool te Delft als opvolger van professor Van Swaaij. In 1924 publiceerde hij een studieboek over elektrische tractie, dat jarenlang een standaardwerk bleef voor studenten. In het studiejaar 1930-1931 diende Hallo als rector magnificus van de Universiteit.
In een voordracht "Ontdekken, uitvinden, vormgeven en ondernemen," uitgesproken op 8 januari 1931, en opgenomen in het Jaarboek der Technische Hoogeschool te Delft stelde Hallo, dat de techniek volgens hem afhankelijk is van "de vier factoren, welke hij in den titel zijner rede vermeldt."
Voor zijn wetenschappelijke verdiensten werd professor Hallo reeds in 1938 benoemd tot Ridder in de Orde van de Nederlandse Leeuw. In 1949, op zeventig jarige leeftijd beëindigde hij zijn loopbaan aan de TH Delft.

## Publicaties
- Hallo, H. S., Land, H.W., Swaay, G.J. van. Elektrische und magnetische Messungen und Messinstrumente. Berlin, J. Springer, 1906.
- H. S. Hallo. Die Spaltpol-Umformer, Springer, 1910.
- H. S. Hallo. Over de ontwikkeling en den tegenwoordigen stand van enkele electrotechnische toepassingen en over de opleiding tot electrotechnisch ingenieur, 1915.
- H. S. Hallo. Leerboek der electrische tractie, Waltman, 1924.

Artikelen, een selectie:
- Hallo, H. S. "The theory and application of motor converters." Electrical Engineers, Journal of the Institution of 43.197 (1909): 374-396.
- Hallo, H. S. "Het Meten op Afstand." Verre Meting. Eleetroteehniek (1929): 13-31.
- Hallo, H. S., and R. H. Borkent. "Beitrag zur Kenntnis der Wechselstrommagnetisierung von Eisen." Electrical Engineering (Archiv fur Elektrotechnik) 25.12 (1931): 796-812.

- Gemeinsame Normdatei: 127955410
- International Standard Name Identifier: 0000 0000 1694 0161
- Istituto Centrale per il Catalogo Unico: CUBV081954
- Système universitaire de documentation: 255005385
- Virtual International Authority File: 57650877
- WorldCat: E39PBJm9cP7kqxvQBGtvRcdvpP